# Vielstängelige Sumpfbinse
Die Vielstängelige Sumpfbinse (Eleocharis multicaulis) ist eine Pflanzenart aus der Gattung Sumpfbinsen (Eleocharis) innerhalb der Familie der Sauergrasgewächse (Cyperaceae). Sie ist von den Azoren über Marokko bis Europa verbreitet. Sie bildet in Mitteleuropa niedrigwüchsige Verlandungsröhrichte in flach überschwemmten Uferzonen von Heideweihern und Moortümpeln (dystrophe Stillgewässer). Sie gilt allgemein als selten.

## Beschreibung

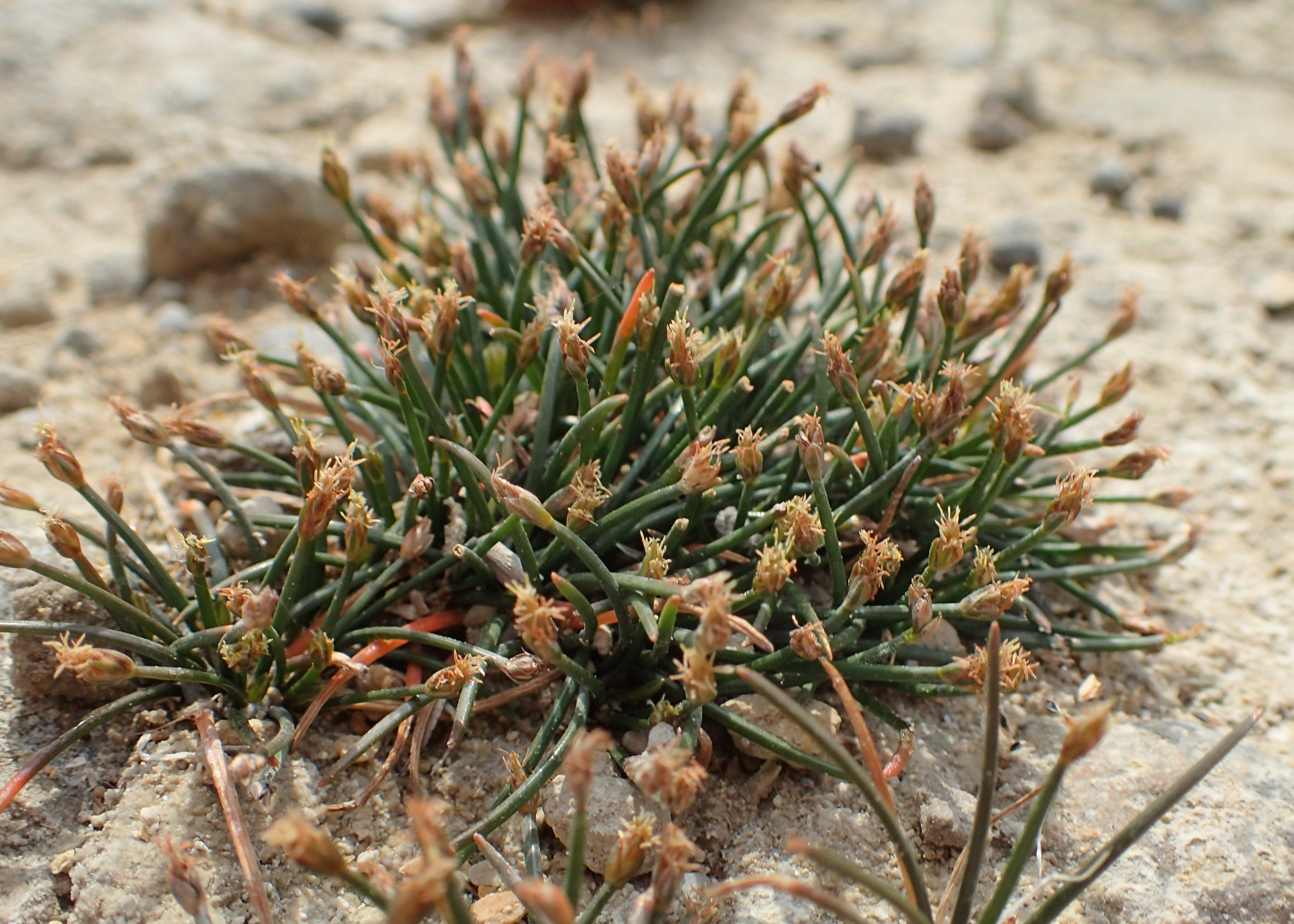
Vielstängelige Sumpfbinse auf Kreta

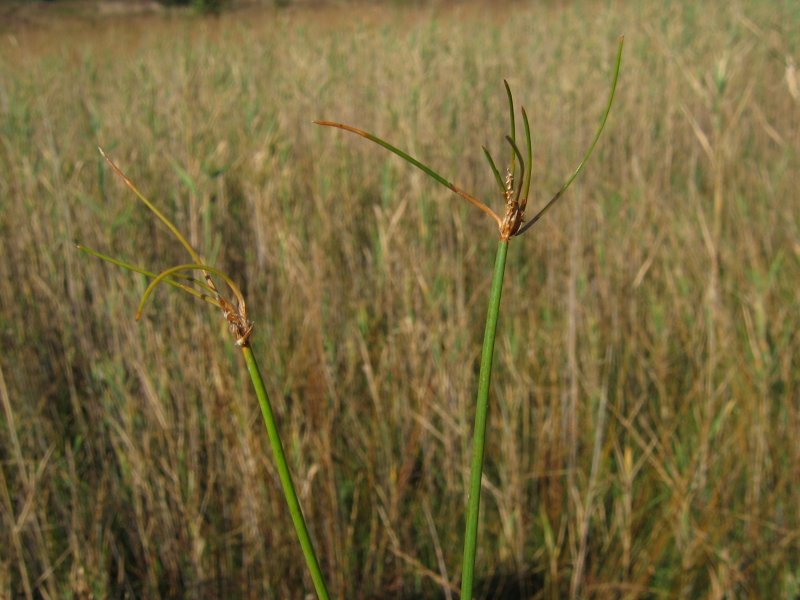
Vielstängelige Sumpfbinse mit Achselsprossen

### Vegetative Merkmale
Die Vielstängelige Sumpfbinse wächst als überwinternd grüne, ausdauernde krautige Pflanze und erreicht Wuchshöhen von 10 bis 50 Zentimetern. Sie bildet ohne Ausläufer kleine bis mittelgroße Horste. Die aufrecht bis niederliegend wachsenden, grasgrünen und spreitenlosen Stängel sind bei einem Durchmesser von bis zu 1 Millimeter rund und glatt. An der untersten Spelze der Ährchen bildet sich gelegentlich ein Achselspross, welcher sich durch sein Eigengewicht abwärts neigt und bei Bodenkontakt bewurzelt. So können dichte Rasen bzw. Kleinröhrichte entstehen. Die Blattscheiden sind braun bis rötlich.

### Generative Merkmale
Die Blütezeit erstreckt sich von Juni bis August, reicht selten auch bis in den Oktober. Der Blütenstand besteht aus nur einem endständigen Ährchen. Das Ährchen ist bei einer Länge von 5 bis 14 Millimetern länglich-spitz und enthält 7 bis 30 Blüten. Die rot-braunen Spelzen sind bei Länge von 3 bis 4 Millimetern und einer Breite von 2 bis 4 Millimetern eiförmig mit stumpfem oberen Ende und stets länger als die Frucht. Die Spelzen besitzen einen Hautrand sowie einen grünen Mittelnerv. Die vier bis sechs Blütenhüllborsten sind kürzer oder wenig länger als die Frucht. Die Blüten sind zwittrig. Es sind drei Staubblätter vorhanden. Der Griffel besitzt eine etwas verdickte sowie deutlich eingeschnürte Basis und endet in drei Narben. Die oliv-braune, scharf dreikantige Frucht ist etwa 2 Millimeter lang sowie 1 Millimeter breit.
Die Chromosomenzahl beträgt 2n = 20.

## Ökologie
Bei der Vielstängeligen Sumpfbinse handelt es sich um einen Hemikryptophyten.
Die Bestäubung erfolgt durch den Wind. Es erfolgt Windausbreitung oder Klettausbreitung.

## Vorkommen und Gefährdung
Das Verbreitungsgebiet der Vielstängeligen Sumpfbinse umfasst Europa einschließlich der Azoren und Kanaren mit einem Schwerpunkt im atlantischen Westen. Außerdem kommt sie in Nordafrika vor. In Europa gibt es Vorkommen in den Ländern Portugal, Spanien, Frankreich, Großbritannien, Irland, Belgien, den Niederlanden, Deutschland, der Schweiz, Italien, Sardinien und Korsika, im früheren Jugoslawien, Polen, Kreta, in der Ukraine, Dänemark, Norwegen und Schweden.
In Mitteleuropa kommt sie in den Hochmooren des nordwestlichen Tieflands in kleinen Beständen zerstreut vor; sonst ist sie in Mitteleuropa sehr selten, dort liegt ihr südwestlichster Standort in den Vogesen; südlich davon fehlt sie; die Ostgrenze ihrer Verbreitung verläuft etwa an der gedachten Linie Vogesen-Lübeck. Sie kommt in Mitteleuropa in Belgien, den Niederlanden, im westlichen Dänemark und in Deutschland in Niedersachsen, Nordrhein-Westfalen, Schleswig-Holstein, Sachsen-Anhalt (Lausitz bis südwestliches Polen), Berlin-Brandenburg und Rheinland-Pfalz vor.
Die Vielstängelige Sumpfbinse besiedelt die Ufer von Heide- und Moortümpeln, Zwischen- und Regenmoorschlenken sowie vermoorte Dünentäler. Sie wächst in Mitteleuropa in der Uferzone mooriger Tümpel, seltener auf stark verschlammtem, basenarmem Feinsand im Hochwasserbereich von Weihern oder Seen. Die Vielstängelige Sumpfbinse braucht hohe Luftfeuchtigkeit, und sie erträgt höchstens mäßige Winterkälte. Sie gedeiht auf nährstoffarmen, mäßig basenreichen sowie mäßig sauren, nassen, wenig durchlüfteten Torf- oder Schlammböden und meidet stickstoffreichen Untergrund.
Eleocharis multicaulis ist die Kennart der Pflanzengesellschaft der Vielstängeligen Sumpfbinse (Eleocharitetum multicaulis) aus dem Verband Hydrocotylo-Baldellion.
In Deutschland gilt die Vielstängelige Sumpfbinse nach der Roten Liste gefährdeter Pflanzen von Korneck et. al. 1998 als „stark gefährdet“ (Gefährdungskategorie 2). Bedroht ist sie vor allem durch die Eutrophierung der Böden durch intensive Landwirtschaft, die Entwässerung von Mooren und die Trockenlegung von Feuchtwiesen.

## Taxonomie
Die Erstveröffentlichung erfolgte 1800 unter dem Namen (Basionym) Scirpus multicaulis durch James Edward Smith in Flora Britannica, Volume 1, Seite 48. Die Neukombination zu Eleocharis multicaulis (Sm.) Desv. wurde 1818 durch Nicaise Auguste Desvaux in Observations sur les plantes des environs d'Angers, Seite 74 veröffentlicht.